# Okada Izō
Okada Izō (岡田 以蔵 Cương Điền Dĩ Tàng, ngày 14 tháng 2 năm 1838 – ngày 11 tháng 5 năm 1865), còn gọi là Yoshifuru, là một samurai sống vào cuối thời Edo, được coi là một trong bốn sát thủ nổi tiếng thời Bakumatsu. Ông là thành viên của Đảng Cần vương Tosa (土佐勤王党, Tosa Kinnoto, một bè phái trung thành với Tosa) tại quê hương của ông, phiên Tosa. Izō và Tanaka Shinbei đã hoạt động ở Kyoto với tư cách là sát thủ dưới sự lãnh đạo của Takechi Hanpeita.

## Tiểu sử
Okada Izo chào đời tại Iwamura, Kami, Tosa là con trai cả của một samurai chốn thôn quê Okada Yoshihira. Ông có một người em trai tên là Okada Keikichi cũng gia nhập Kinnoto.
Đầu tiên tự học kiếm thuật, Okada về sau trở thành môn đệ của Takechi Hanpeita theo học phái Nakanishi-ha Itto-ryu (中西派一刀流), một nhánh thuộc phái Ono-ha Itto-ryu (小野派一刀流). Theo chân Takechi, vào tháng 9 năm 1856, Okada đến Edo và học Kyoshin Meichi-ryu (鏡心明智流) ở Shigakukan, là trường đào tạo của Momonoi Shunzo. Ông trở lại Tosa vào năm sau.
Năm 1860, Okada theo Takechi và luyện tập võ thuật ở vùng Chugoku và Kyushu. Takechi cho rằng nhà của Okada sẽ gặp khó khăn trong việc trang trải chi phí đi lại nên đã yêu cầu lãnh chúa của phiên Oka ở tỉnh Bungo chu cấp cho học trò của mình. Tại Oka, Izo theo học trường kiếm đạo Jikishi-ryu (直指流). Khoảng tháng 5 năm 1861, ông rời đến Edo và quay trở lại Tosa vào tháng 4 năm sau. Cùng năm đó, anh tham gia phe cần vương Tosa Kinnoto, do Takechi tổ chức và trung thành với phong trào Tôn vương Nhương di (尊皇攘夷, "tôn kính Thiên hoàng và trục xuất những kẻ man di"). Tuy nhiên, vì một số lý do, ông đã bị gạch tên khỏi danh sách, cùng với Ike Kurata (池内蔵太) và Hirota Kyousuke (弘田恕助).
Khởi đầu với Inoue Saichiro, đang giữ chức quan shita metsuke của phiên Tosa, Izo đã ra tay ám sát Honma Seiichiro cùng đồng đội gồm Ikeuchi Daigaku, Mori Magoroku, Ogawara Juzo, Watanabe Kinzan và Ueda Jonosuke, các quan chức Mạc phủ và yoriki thuộc quyền quan Phụng hành Kyoto, Tada Tatewaki (con trai của Nagano Shuzen kẻ điều động Ansei no Taigoku [trấn áp những kẻ cực đoan của Mạc phủ] và Murayama Kazue, trong vụ ám sát bị trói vào một cây cầu và đem thị chúng công khai). Những vụ giết người này đều được tiến hành dưới danh nghĩa "Trời phạt" (天誅, Tenchū), như Takechi kêu gọi. Izo được biết đến với cái tên 'Hitokiri (kẻ giết người) Izo' đầy hãi hùng, cùng với một đồng sự hitokiri Tanaka Shinbei từ phiên Satsuma.
Izo sau đó làm vệ sĩ; năm 1863 Izo, nhờ sự trung gian của Sakamoto Ryōma, được Katsu Kaishu thuê. Ba sát thủ tấn công Kaishu, nhưng khi Izo chém một trong số chúng và gầm lên một tiếng, hai sát thủ còn lại bỏ chạy. Katsu, tự tin vào kỹ năng tự vệ của chính Izo, đã tuyển ông vào làm vệ sĩ của John Manjiro. Khi họ đi đến một ngôi mộ kiểu phương Tây mà Manjiro đã xây dựng, bốn sát thủ cố gắng tấn công Manjiro, nhưng Izo đã cảm nhận được hai kẻ phục kích đang ẩn náu, và dặn Manjiro bất động rồi tựa lưng vào bia mộ, và hạ gục hai kẻ tấn công. Hai kẻ tấn công còn lại đã tẩu thoát.
Sau cuộc chính biến ngày 18 tháng 8 năm 1863, phe Kinnoto mất dần động lực. Vào khoảng tháng 6 năm 1864, ông bị một quan chức Mạc phủ bắt và vì tội xăm trổ, rồi bị trục xuất khỏi thủ đô Kyoto; Cùng lúc đó, một quan chức của phiên Tosa đã bắt được ông và đuổi về quê.
Tuy nhiên, vào năm 1865, ông lại tham gia vào một vụ ám sát khác, đó là Yoshida Tōyō, nhiếp chính của Tosa mà ông đã giết trước khi lên nắm quyền. Tại phiên Tosa, tất cả đồng đội Tosa Kinnoto của ông đều bị bắt vì vụ ám sát đó và hàng loạt vụ ám sát diễn ra ở thủ đô Kyoto. Ngoại trừ Takechi, người thuộc cấp bậc Joshi, tất cả đều phải trải qua màn tra tấn nghiêm trọng. Takechi biết tin Izo bị bắt, đã viết trong một bức thư gửi về nhà, 'thà một kẻ ngốc như vậy chết sớm, còn bố mẹ anh ta sẽ than thở về việc anh ta trở về quê hương một cách không xấu hổ', điều này cho thấy cảm giác tồi tệ của ông đối với Izo. Những bức thư được coi là do Tauchi Keikichi (em trai ruột của Takechi) viết, v.v. kể rằng vì nhà của anh ta nằm ở Shichiken machi nên Izo cũng bị coi thường là '七以.' Khi biết tin Izo bị bắt, một số đồng đội đã trong và ngoài nhà tù, bao gồm cả gia đình Yamauchi đứng sau vụ ám sát Yoshida, lo sợ rằng lời thú tội của Izo có thể khiến họ rơi vào tình thế nguy hiểm, và lên kế hoạch đầu độc Izo; tuy nhiên, Takechi đã phản bác thành công kế hoạch này. Izo đã phải chịu đựng sự tra tấn nghiêm trọng, nhưng cuối cùng ông đã thú nhận hoàn toàn và bị xử trảm vào ngày 11 tháng 5 năm 1865, và đem bêu đầu thị chúng.
Bài thơ haiku tuyệt mệnh của ông có nội dung 'Tâm trí tôi đã phục vụ cho bạn chẳng ra gì, và sẽ chỉ sáng tỏ sau khi bạn ra đi.' (君か為 尽す心は 水の泡 消にしのちそ すみ渡るべき)
Mộ của ông được đem chôn gần mộ của gia đình ở vùng núi nằm gần ga Azo, thành phố Kochi, tỉnh Kochi, được chôn cất với tên riêng là Okada Yoshifuru.

## Ảnh hưởng văn hóa
Một số bộ phim có Okada Izō làm nhân vật chính, đáng chú ý nhất là Hitokiri của Hideo Gosha (1969) (do Shintaro Katsu thủ vai) và Izo của Takashi Miike (2004). Taiga drama Ryōmaden của NHK (2009) nhiều lần giới thiệu ông (do Takeru Sato thủ vai) trong vai một trong những người bạn của Sakamoto Ryōma và sát thủ của Takechi Hanpeita.
Trong manga, Nobuhiro Watsuki đã dựa trên nhân vật Kurogasa Udō Jin-e trong bộ manga dài tập Rurouni Kenshin về Izō; ác giả thừa nhận rằng nhân vật có chút giống với Izō. Hideaki Sorachi cũng dựa trên Nizo Okada, một nhân vật trong tác phẩm Gintama, về Izō. Masami Kurumada, tác giả của bộ manga nổi tiếng Saint Seiya, gần đây đã thêm một nhân vật vào tác phẩm của mình, tên là Capricorn Izō, lấy cảm hứng từ Okada.
Okada cũng xuất hiện trong Kengo, một tựa game dựa trên chín kiếm sĩ huyền thoại. Trong trò chơi, tên đầy đủ của ông được tiết lộ là Okada Izō Nobutoshi và người ta giải thích rằng ông sử dụng kiếm thuật theo trường phái Goken, có nghĩa là chế ngự đối thủ bằng sức mạnh thể chất và các cuộc tấn công táo bạo, giống như Jigen-ryu được sử dụng bởi một số hitokiri khác trong thời kỳ Bakumatsu. Okada xuất hiện như một nhân vật trong trò chơi điện tử năm 2014 Ryū ga Gotoku Ishin!
Vào năm 2018, ông xuất hiện trong trò chơi di động Fate/Grand Order với tư cách là một Servant class Sát thủ.